# Columbia, Louisiana
Columbia är en stad i Louisiana, USA. Den är residensstad i Caldwell Parish. Invånarna uppräknades år 2000 till 477 i antalet.

## Byggnadsverk

### American Towers Tower Columbia
American Towers Tower Columbia är en 587,9 meter hög mast i Columbia i Louisiana. Den används för att sända radio och TV i området.

## Kända personer från Columbia
- Charles J. Boatner, politiker